# The Smashing Machine (film 2025)
The Smashing Machine è un film del 2025 scritto e diretto da Benny Safdie.
È un film biografico sul lottatore di arti marziali miste Mark Kerr, interpretato da Dwayne Johnson. Emily Blunt interpreta la compagna di Kerr, Dawn Staples, mentre i lottatori Ryan Bader e Bas Rutten e il pugile Oleksandr Usyk recitano nel ruolo di Mark Coleman, dello stesso Rutten e di Ihor Vovčančyn rispettivamente.

## Produzione
Le riprese del film si sono svolte nel Nuovo Messico, a Tokyo e Vancouver dal 21 maggio al 7 agosto 2024. Il direttore della fotografia Maceo Bishop, alla sua seconda collaborazione col regista dopo la serie TV The Curse, ha girato il film in pellicola 16 mm.

## Promozione
Il trailer del film è stato pubblicato online il 29 aprile 2025, seguito l'8 luglio da quello italiano.

## Distribuzione
Il film sarà presentato in anteprima nel settembre 2025 all'82ª Mostra internazionale d'arte cinematografica di Venezia e distribuito nelle sale cinematografiche statunitensi da A24 a partire dal 7 ottobre 2025. Sarà distribuito nelle sale cinematografiche italiane da I Wonder Pictures a partire dal 19 novembre 2025.

## Riconoscimenti
- 2025 - Mostra internazionale d'arte cinematografica
  - In concorso per il Leone d'oro